# Људска судбина
Људска судбина (француски: La Condition humaine) је роман француског писца Андреа Малроа, први пут објављен 1933. године. Радња је смештена у Шангај током 1927. године и прати неуспели комунистички устанак, као и егзистенцијалне дилеме са којима се суочава разнолика група ликова повезаних са револуцијом. Заједно са романима Les Conquérants (1928; „Освајачи“) и La Voie royale (1930; „Краљевски пут“), овај роман чини трилогију посвећену теми револуције у Азији.
Роман је два пута преведен на енглески језик, оба пута 1934. године. Први превод извршио је Хокон Шевалије под насловом Људска судбина, а објавили су га Харисон Смит и Роберт Хас у Њујорку. Тај превод је 1936. године уврштен у едицију Modern Library издавачке куће Random House и остао је у употреби до данас.
Други превод урадио је Аластер Макдоналд под насловом Олуја у Шангају, објављен у Лондону од стране издавачке куће Methuen. Тај превод је 1948. године поново објављен под насловом Људска заоставштина, а 1961. је објављен у Penguin издању. Међутим, овај превод се данас више не штампа.
Године 1958. немачко-америчка филозофкиња Хана Арент објавила је теоријско дело The Human Condition („Људско стање“), једно од својих најзначајнијих филозофских списа. Енглески наслов ове књиге идентичан је оригиналном француском наслову Малроовог романа (La Condition humaine), што је довело до могуће конфузије. Како би се избегла забуна, француски превод Арентине књиге прво је објављен под насловом Condition de l'homme moderne („Стање модерног човека“), а касније и као La Condition humaine и La Condition humaine moderne, док је данас најчешће на француском позната као La Condition de l’homme moderne.

## Радња
Радња романа одвија се током периода од 22 дана, углавном у Шангају, и фокусирана је на групу социјалистичких побуњеника и других актера укључених у политички и идеолошки сукоб у Кини 1927. године. Четири главна лика су Чен Та Ер (чије се име у француском оригиналу пише као Tchen), Кјоши „Кјо“ Жизор (Kyo Gisors), совјетски агент Катов (Katow) и барон Клапик (Baron Clappique). Њихове индивидуалне судбине преплићу се кроз читав роман, истражујући теме револуције, идеолошке посвећености, људске патње и егзистенцијалне дилеме.
Чен Та Ер је млади револуционар који на почетку романа извршава политички атентат, убијајући једног од представника власти. Након тога, све више га обузима осећај фатализма и одсуства личне контроле. Убрзо затим учествује у неуспелом самоубилачком бомбашком нападу на Чанг Кај Шека, у коме губи живот. Његово понашање након атентата одражава постепено удаљавање од индивидуалне моралности и прелазак у стање у којем га води идеја дужности терористе и револуционара. Стално присуство смрти и свест о сопственој пролазности доводе га до жеље за сопственим уништењем као начином прекида унутрашње патње.
Кјо Гисорс је један од главних ликова и командант комунистичке побуне. Вођен екзистенцијалистичким уверењем да свако мора сам да одреди смисао свог живота, одлучно одбацује потчињеност спољним ауторитетима, било политичким или идеолошким. Током радње настоји да очува контролу над револуционарним покретом у рукама радника, супротстављајући се утицају војске Куоминтанга. Истовремено, суочава се са личним изазовима у односу са супругом Меј, који одражавају његову борбу између јавне одговорности и приватне емоције. На крају романа, након што буде заробљен, Кјо доноси последњу самосталну одлуку, да изврши самоубиство узимањем цијанида, у чину који симболизује његово одлучно одбијање капитулације пред репресивним системом.
Катов је совјетски комуниста и бивши учесник Руског грађанског рата, у коме је већ једном био суочен са погубљењем, али је у последњем тренутку спасен. То искуство утицало је на његов осећај психолошке отпорности и прихватање могућности смрти. Након што постане сведок Кјовог самоубиства, Катов са стоичком смиреношћу посматра како једног по једног револуционари бивају изведени и живи бачени у комору парне локомотиве. Припрема се да искористи капсулу цијанида коју носи са собом како би избегао мучну смрт. Међутим, када чује двојицу младих кинеских активиста како у паници разговарају о страху од спаљивања, одлучује да им уступи отров, јер има само једну капсулу довољну за двојицу. Сам тиме остаје без могућности да избегне сопствену смрт, али поступа у духу солидарности и пожртвованости. Његова смрт представља чин тихог јунаштва и етичке доследности.
Барон Клапик је ексцентрични Француз, трговац, кријумчар и хронични коцкар, чије понашање често одудара од тешке политичке стварности која окружује друге ликове. Познат по ведром расположењу, духовитости и спољашњој безбрижности, Клапик у суштини представља лик који користи хумор и авантуризам као начин бекства од унутрашњих болова. Он помаже Кјуу у шверцу оружја за побуњенике, али када сазна да ће Кјо бити убијен уколико не напусти град у року од 48 сати, покушава да га упозори. Међутим, на путу бива обузет својом зависношћу од коцке и одлаже акцију. Коцкање описује као „самоубиство без умирања“, што осликава његов однос према животу и личну деструктивност. На крају романа успева да побегне из града, маскиран као морнар.

### Ликови
- Чен Та Ер – млади револуционар и убица, један од главних протагониста. Извршава политички атентат и касније учествује у самоубилачком нападу на Чанг Кај Шека
- Кјо Гисорс – син старог Жизорса и вођа комунистичке побуне у Шангају; верује у самостално одређивање смисла живота. Један од главних ликова
- Барон Клапик – француски трговац, кријумчар и страствени коцкар. Његова спољашња ведрина прикрива унутрашњу несигурност и патњу. Помагао је револуционарима у шверцу оружја
- Ста́ри Жизо́рс – Кјов отац, некадашњи професор социологије на Универзитету у Пекингу. Зависник од опијума и интелектуални водич за Кјоа и Чена
- Меј Жизорс – Кјова супруга, немачка лекарка рођена у Шангају. Њена веза са Кјом одражава личне и идеолошке напетости
- Катов – совјетски комуниста и један од организатора устанка. Након заробљавања жртвује се како би спасао млађе саборце, и умире мучном смрћу
- Хемелрих – белгијски продавац фонографа. Представља лик странца укљученог у трговачки и културни живот Шангаја
- Ју Хсуан – Хемелрихов партнер
- Кама – јапански сликар и зет старог Жизорса
- Ферал – председник Француске привредне коморе и шеф Француско-азијског конзорцијума. Његов однос са Валери открива патријархалну и власничку перцепцију жена
- Валери – Фералова партнерка, емотивно и друштвено везана за њега
- Кониг – шеф полиције генерала Чанг Кај Шека; представник државне репресије
- Суан – млади кинески терориста који помаже Чену; касније ухапшен у нападу у којем Чен гине
- Пеј – још један Ченов помоћник у припреми атентата

## Награде и номинације
Роман Људска судбина освојио је Гонкурову награду 1933. године, која се сматра најпрестижнијим признањем у француској књижевности. Године 1999. лист Ле Монд уврстио га је на пето место своје листе 100 најбољих књига века. Од објављивања, роман је продат у више од пет милиона примерака на француском језику, укључујући сва издања, чиме се убраја међу најпродаванија дела која су добила Гонкурову награду.

## Критички пријем
Новинар Кристофер Хиченс истакао је да, иако је Андре Малро скоро да није провео време у Кини, роман Људска судбина „истиче све већи значај Азије у светским пословима; описује епске тренутке патње и превирања, посебно у Шангају (скоро га је снимио Сергеј Ајзенштајн); и показује огромно поштовање према комунизму и комунистима, док истовремено евоцира трагедију револуције коју је издала Москва“.
Малроов биограф Оливије Тод цитира роман речима да „није било ни истинито ни лажно, већ оно што је доживљено“ и напомиње да Малроова Кина није била „ни истинита у својим детаљима нити лажна у целини, али је ипак имагинарна“. Он додаје да се „не може сасвим ослободити конвенционалне представе о Кини са кулијама, изданцима бамбуса, пушачима опијума, сиромашнима и проституткама“.
На задњој корици издања Пингвин из 1961, Макдоналдов превод описује Малроа као „члана револуционарног комитета“ у Шангају, што је нетачна тврдња. Према речима Кларе Малро, супруге Андреа Малроа, они нису посетили Кину до 1931. године, око четири године након догађаја описаних у роману.

## Филмске адаптације
До сада је било четири значајна покушаја да се роман Људска судбина адаптира у филм, али ниједан није довео до снимања и изласка филма:
1. Фред Зинеман (касних 1960-их) – Зинеман је три године радио на припреми филмске верзије, али је студио Metro-Goldwyn-Mayer отказао продукцију само недељу дана пре почетка снимања 1969. године.[6]
2. Сидни Бекерман и Коста-Гаврас (1979) – Независни продуцент Бекерман је ангажовао чувеног режисера Коста-Гавраса да режира филм, али кинеско Министарство културе није одобрило снимање у Кини, те је пројекат отказан.
3. Бернардо Бертолучи (1980-их) – Италијански режисер је понудио адаптацију романа кинеској влади, али кинеска страна је више подржала његов други филмски пројекат — Последњи кинески цар (1987), биографски филм о цару Пу Јију.
4. Мајкл Чимино (2001) – Амерички редитељ је најавио планове за снимање филма, али пројекат никада није реализован.[7]